# Toshio Sugie
Toshio Sugie (杉江敏男, Sugie Toshio), né le 24 septembre 1913 et mort le 10 octobre 1996 est un réalisateur japonais.

## Biographie
Après des études à l'université Waseda, Toshio Sugie rejoint la P.C.L. en 1937 qui devient la Tōhō en septembre de cette même année, à la suite d'une fusion. Il travaille en tant qu'assistant réalisateur auprès de cinéastes tels que Yasujirō Shimazu et Akira Kurosawa. Il fait ses débuts en tant que réalisateur en 1950 avec Tōkyō no mon.
Toshio Sugie a réalisé près de 70 films entre 1950 et 1969.

## Filmographie partielle

### Au cinéma

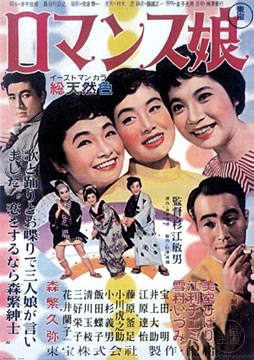
Affiche de Romansu musume (1956).

#### Années 1950
- 1950 : Tōkyō no mon (東京の門?)
- 1951 : Sono hito no na wa ienai (その人の名は云えない?)
- 1952 : Seishun kaigi (青春会議?)
- 1952 : Kekkon annai (結婚案内?)
- 1952 : Ā seishun ni namida ari (あゝ青春に涙あり?)
- 1953 : Tōbō chitai  (逃亡地帯?)
- 1953 : Onna gokoro wa hitosuji ni (女心はひと筋に?)
- 1954 : Geisha Konatsu (芸者小夏?)
- 1954 : Mizugi no hanayome (水着の花嫁?)
- 1954 : Ren'ai tokkyū (恋愛特急?) coréalisé avec Hideo Suzuki
- 1954 : Mitsuyu-sen (密輸船?)
- 1955 : Tenka taihei (天下泰平?)
- 1955 : Zoku tenka taihei (続天下泰平?)
- 1955 : Shin Kurama Tengu: Yūdachi no bushi (新鞍馬天狗 夕立の武士?)
- 1955 : Janken musume (ジャンケン娘?)
- 1955 : Funaba no musume yori: Wasureji no hito (船場の娘より 忘れじの人?)
- 1956 : Kon'yaku sanbagarasu (婚約三羽烏?)
- 1956 : Ōabare chacha musume (大暴れチャチャ娘?)
- 1956 : Romansu musume (ロマンス娘?)
- 1956 : Uwaki ryokō (浮気旅行?)
- 1957 : Bōkyaku no hanabira (忘却の花びら?)
- 1957 : Sanjūrokunin no jōkyaku (三十六人の乗客?)
- 1957 : Bōkyaku no hanabira: Kanketsuhen (忘却の花びら 完結篇?)
- 1957 : Ōatari sanshoku musume (大当り三色娘?)
- 1957 : Hadairo no tsuki (肌色の月?)
- 1958 : Aijō no miyako (愛情の都?)
- 1958 : Taiko tataite fue fuite (太鼓たゝいて笛吹いて?)
- 1958 : Romansu matsuri (ロマンス祭?)
- 1958 : Jinsei gekijō: Seishun hen (人生劇場 青春篇?)
- 1959 : Daigaku no onēchan (大学のお姐ちゃん?)
- 1959 : Ginza no onēchan (銀座のお姐ちゃん?)
- 1959 : Sengoku gunto-den (戦国群盗伝?)
- 1959 : Oneechan makaritōru (お姐ちゃん罷り通る?)

#### Années 1960
- 1960 : Samurai to oneichan (侍とお姐ちゃん?)
- 1960 : Shin santō jūyaku: Ataru mo hakke no maki (新・三等重役 当るも八卦の巻?)
- 1960 : Shin santō jūyaku: Teishu kyōiku no maki (新・三等重役 亭主教育の巻?)
- 1960 : Ā jonan (ああ女難?)
- 1960 : Sararīman Chūshingura (サラリーマン忠臣蔵?)
- 1961 : Zoku sararīman Chūshingura (続サラリーマン忠臣蔵?)
- 1961 : Shichinin no teki ari (七人の敵あり?)
- 1961 : Kuroi gashū: Aru sonan (黒い画集 ある遭難?)
- 1961 : Daigaku no wakadaishō (大学の若大将?)
- 1961 : Acchan no bebī gyangu (アッちゃんのベビーギャング?)
- 1961 : Baby Gang to oneichan (ベビーギャングとお姐ちゃん, Bebī gyangu to oneichan?)
- 1962 : Ginza no wakadaishō (銀座の若大将?)
- 1962 : Shachō yōkōki (社長洋行記?)
- 1962 : Zoku shachō yōkōki (続社長洋行記?)
- 1962 : Watashi to watashi (私と私?)
- 1963 : Shachō manyūki (社長漫遊記?)
- 1963 : Zoku shachō manyūki (続社長漫遊記?)
- 1963 : Kokusai himitsu keisatsu: Shirei dai hachigo (国際秘密警察 指令第８号?)
- 1964 : Hibari, Chiemi, Izumi: Sannin yoreba (ひばり・チエミ・いづみ 三人よれば?)
- 1964 : Musekinin yūkyōden (無責任遊侠伝?)
- 1965 : Zoku nishi no ōshō: Higashi no taishō (続西の王将・東の大将?)
- 1966 : Onna wa iku man ari totemo (女は幾万ありとても?)
- 1966 : Ja ja umanarashi (じゃじゃ馬ならし?)
- 1967 : Rakugo yarō dai bakushō (落語野郎 大爆笑?)
- 1969 : Kigeki: Ekimae sanbashi (喜劇 駅前桟橋?)

### À la télévision
- 1968 : Fuji Santarō (フジ三太郎?)
- 1969 : Onna no zesshō (女の絶唱?)
- 1972 : Aizome tsubaki (愛染椿?)
- 1973 : Echizen take-ningyō (越前竹人形?)
- 1974 : Nīdzuma kagami (新妻鏡?)